# Miner cuaenlairat
El miner cuaenlairat (Ochetorhynchus phoenicurus) és una espècie d'ocell en la família Furnariidae. Estava catalogada tradicionalment en el gènere Eremobius, però una evidència recent l'ha canviada al gènere Ochetorhynchus.
Es troba a l'Argentina i a Xile. El seu hàbitat natural són àrees de matoll subtropicals o tropicals seques i prades temperades.